# Chùa Thành

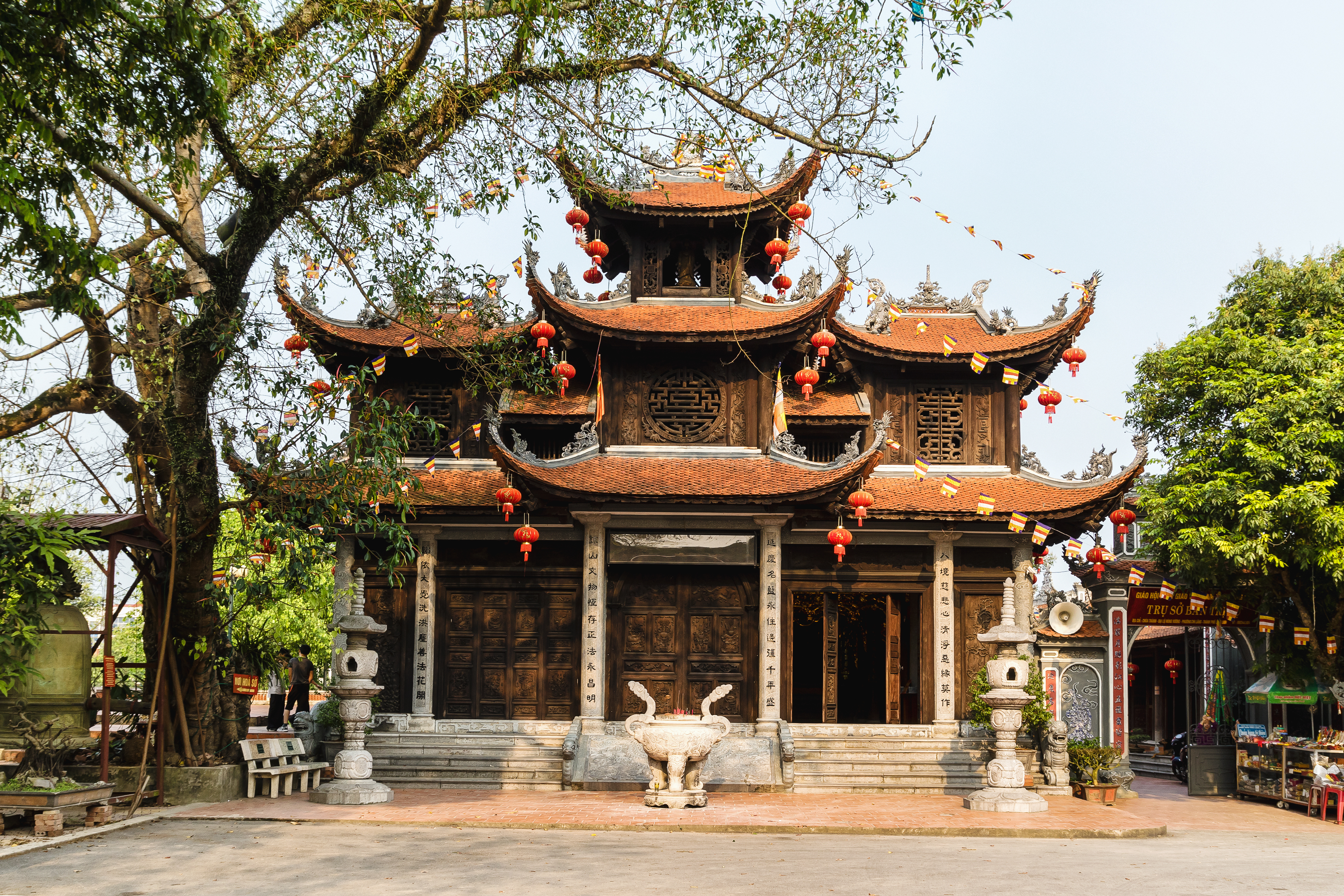
Chùa Thành

Chùa Thành (tên chữ là Diên Khánh Tự) là một ngôi cổ tự, hiện toạ lạc tại số 3 đường Hùng Vương, phường Chi Lăng, thành phố Lạng Sơn, tỉnh Lạng Sơn, Việt Nam. Năm 1993, chùa đã được xếp hạng di tích Lịch sử - văn hóa cấp quốc gia. Hiện nay, chùa là Trụ sở của Ban Đại diện Phật giáo tỉnh .

## Lịch sử

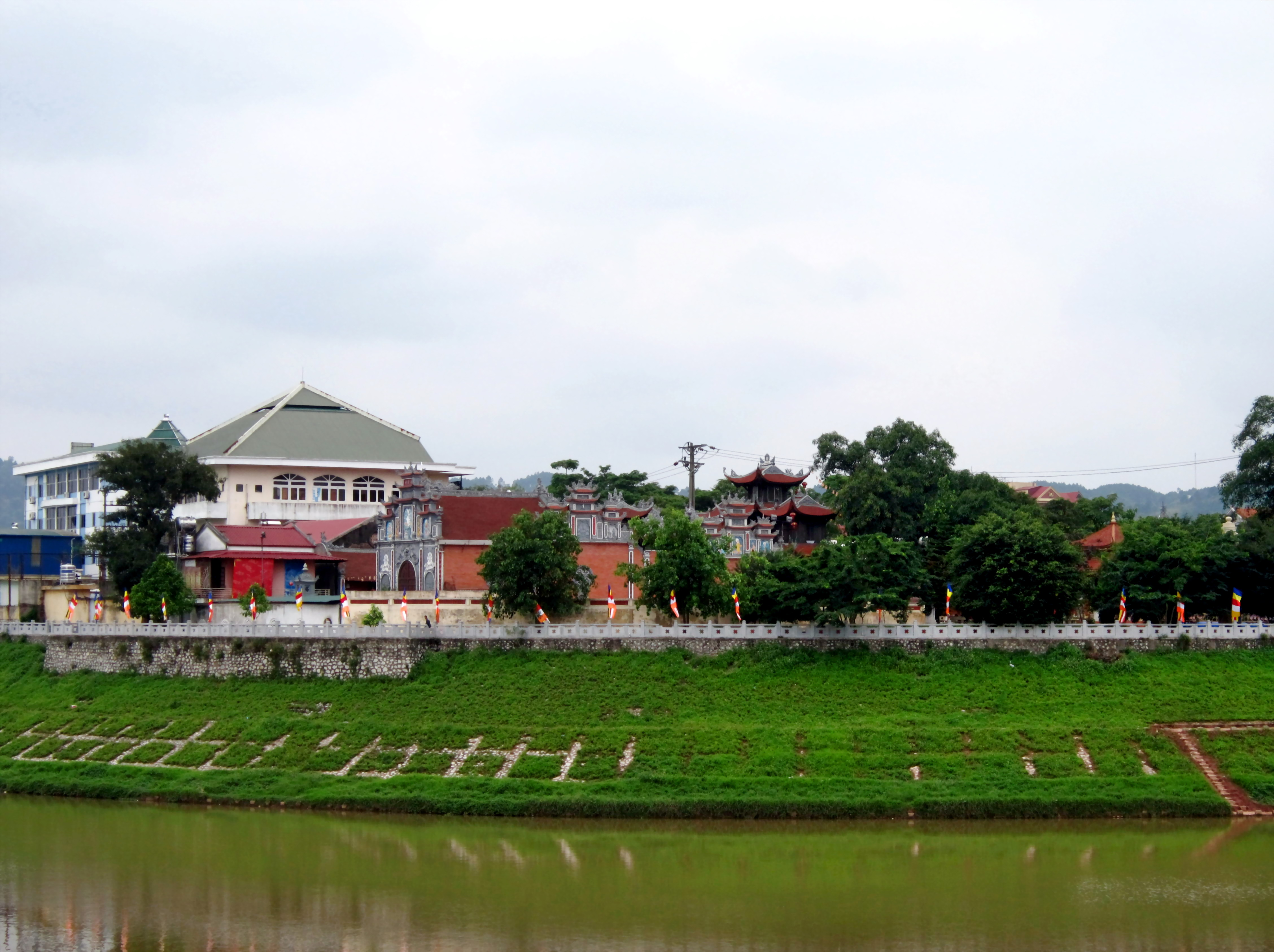
Toàn cảnh Diên Khánh Tự

Chùa do nhân dân quanh vùng lập vào thế kỷ 15, thời Lê sơ. Lúc ấy, chùa có tên là Hương Lâm, nhưng vì ở cạnh Đoàn Thành, nên người dân quen gọi là chùa Thành.
Năm 1796, dưới triều vua Cảnh Thịnh, chùa được chuyển về vị trí hiện nay (cách vị trí cũ khoảng 200 mét), tức ở khu vực Bến đá Kỳ Cùng , bên bờ nam sông Kỳ Cùng và cạnh bến đò Thạch Độ (chỗ cầu Kỳ Cùng bây giờ) và lấy tên là Diên Khánh Tự (Diên Khánh có nghĩa là tích thiện để có nhiều phúc cho đời sau). Năm 1846, dưới triều vua Thiệu Trị, chùa đổi tên là Tuần Khánh Tự. Về sau, chùa đổi lại tên cũ là Diên Khánh Tự cho đến ngày nay.

## Kiến trúc
Chùa Thành là ngôi chùa cổ bề thế ở tỉnh Lạng Sơn. Tam quan chùa thiết kế theo lối chồng diêm lớp lớp gồm 24 mái, lợp ngói mũi hài và các đầu đao cong vút. Hệ thống mái chùa được chạm đục tỉ mỉ với các đầu phượng đỡ toàn bộ hoành và các kèo. Những linh vật, như: long, ly, quy, phượng...đều được đắp vẽ rất mỹ thuật.
Các cột gỗ lim to, cao 9 m, được đặt trên các chân tảng đá xanh và nền chùa lát gạch Bát Tràng (Gia Lâm, Hà Nội). Cửa sổ cũng được thiết kế đậm chất Á Đông với ngoài tròn, trong vuông tượng trưng cho âm dương, trời đất. Cánh cửa được tạo tác như một bức tranh tứ bình, tứ quý. Toàn bộ câu đối phía ngoài bằng chữ Hán được ghép bằng sứ hết sức tỉ mỉ, công phu.
Chùa gồm 38 gian lớn nhỏ, với nhiều hạng mục công trình: tiền đường, phương đình, bái đường, tổ đường, hậu đường,... 
Chùa Thành được trùng tu nhiều lần vào các năm 1796, 1947, 1967, 1980, 1992. Đến năm 2004, chùa lại được đại trùng tu, tạo nên sự bề thế như ngày nay.

## Giá trị

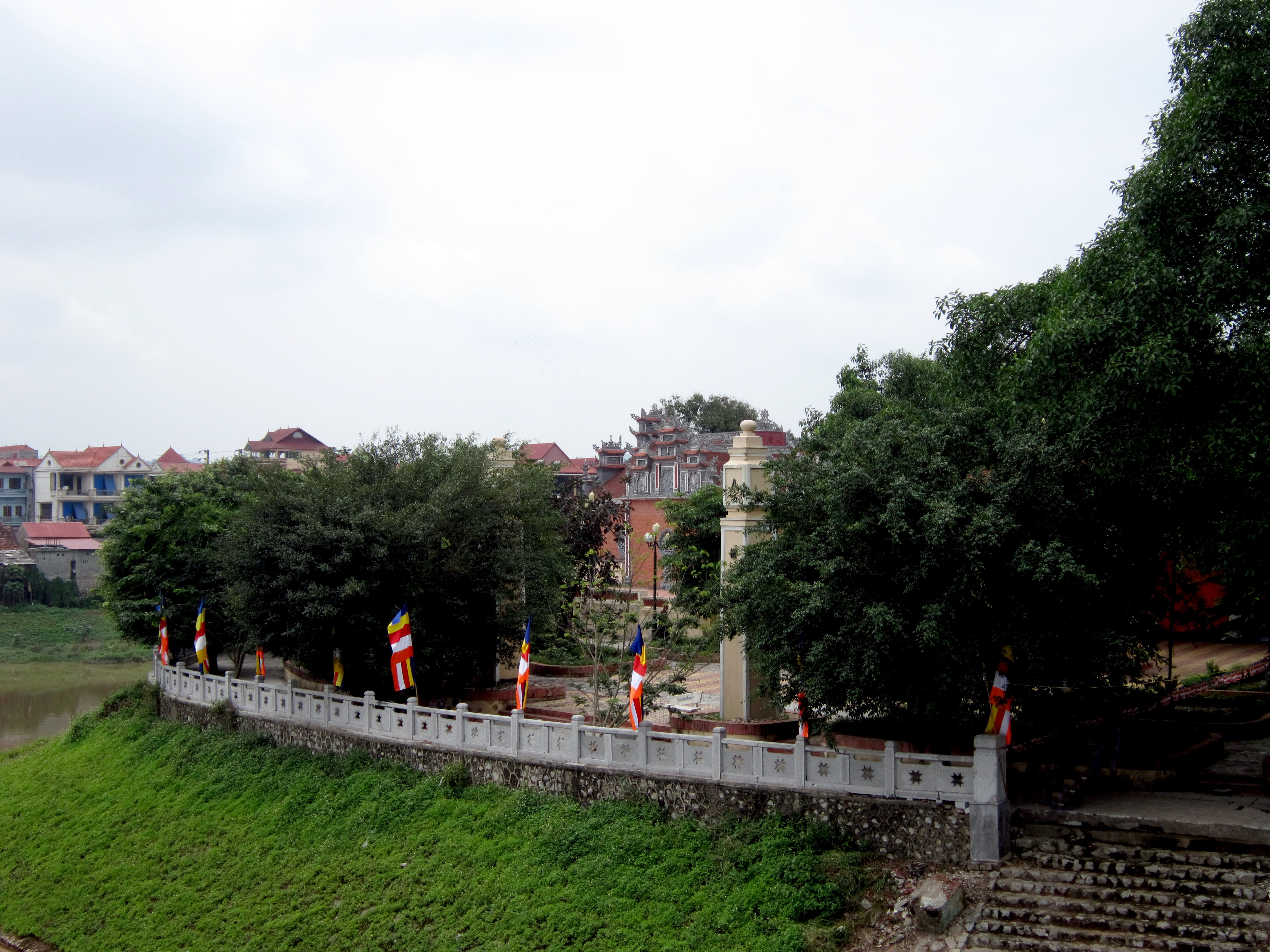
Bến đá Kỳ Cùng ngày nay, nơi chùa Diên Khánh tọa lạc

Toàn bộ hệ thống tượng thờ (gồm 53 pho tượng lớn, nhỏ) của chùa Thành được đúc bằng đồng nguyên khối. Năm 2007, hệ thống tượng thờ này đã được Trung tâm Sách Kỷ lục Việt Nam xác nhận là "Ngôi chùa có hệ thống tượng thờ bằng đồng nguyên khối nhiều nhất Việt Nam".
Bên cạnh đó, các hoành phi, câu đối của chùa cũng được chạm khắc tinh xảo. Nhiều bộ được sơn son thếp vàng và có tuổi hàng trăm năm. Đặc biệt, ở chùa hiện còn lưu giữ quả chuông nặng 600 kg được đúc từ năm Cảnh Trị thứ 9 (1671), dưới triều vua Lê Huyền Tông , và tấm bia Diên Khánh tự bi ký (Bài ký bia chùa Diên Khánh) dựng năm 1796, dưới triều vua Cảnh Thịnh. Đây là bia đá hai mặt, khắc văn bia viết bằng chữ Hán, đặt trên lưng rùa, trán bia khắc nổi "lưỡng Long chầu nguyệt", riềm bia khắc hoa văn trang trí.
Ngoài ra, tại tam quan hiện treo một đại hồng chung, do các nghệ nhân đến từ làng Ngũ Xã (Hà Nội) đúc năm 2007. Trọng lượng của quả chuông nặng 2,1 tấn thể hiện ý nghĩa cầu cho nước Việt Nam ở thế kỷ 21, được thịnh vượng và quốc thái dân an.